# Lista piosenek autorstwa Jacka Cygana
Lista piosenek, do których tekst napisał Jacek Cygan.
| Rok wydania | Wykonawca                                                                                                | Album                                    | Tytuł                                         | Kompozytor                                        | Uwagi                                                                              |
| ----------- | --- | ---------------------------------------- | --------------------------------------------- | ------------------------------------------------- | ---------------------------------------------------------------------------------- |
| 1979        | Crash i Grażyna Łobaszewska                                                                              | Senna opowieść Jana B.                   | Senna opowiesc Jana B.                        | Juliusz Mazur                                     |                                                                                    |
| 1979        | Crash i Grażyna Łobaszewska                                                                              | Senna opowieść Jana B.                   | Rysopis na wszelki wypadek                    | Juliusz Mazur                                     |                                                                                    |
| 1979        | Crash i Grażyna Łobaszewska                                                                              | Senna opowieść Jana B.                   | W najprostszych gestach                       | Bożena Bruszewska                                 |                                                                                    |
| 1980        | Nasza Basia Kochana                                                                                      | Nasza Basia Kochana                      | Sen znaleziony w lesie                        | Jerzy Filar                                       |                                                                                    |
| 1980        | Nasza Basia Kochana                                                                                      | Nasza Basia Kochana                      | Ludzie żyją tak jak dawniej                   | Jerzy Filar                                       |                                                                                    |
| 1980        | Nasza Basia Kochana                                                                                      | Nasza Basia Kochana                      | Spokojniejszy o kolejny dzień                 | Jerzy Filar                                       |                                                                                    |
| 1980        | Nasza Basia Kochana                                                                                      | Nasza Basia Kochana                      | Za szybą                                      | Jerzy Filar, Andrzej Pawlukiewicz                 | współautor tekstu Jerzy Filar                                                      |
| 1980        | Nasza Basia Kochana                                                                                      | Nasza Basia Kochana                      | Odchodzić męska rzecz                         | Jerzy Filar, Andrzej Pawlukiewicz                 |                                                                                    |
| 1980        | Nasza Basia Kochana                                                                                      | Nasza Basia Kochana                      | Piosenka z niekończącej się drogi             | Wacław Juszczyszyn                                | współautor tekstu Jerzy Filar                                                      |
| 1980        | Nasza Basia Kochana                                                                                      | Nasza Basia Kochana                      | Jota w jotę                                   | Wacław Juszczyszyn                                |                                                                                    |
| 1980        | Nasza Basia Kochana                                                                                      | Nasza Basia Kochana                      | Nasz modigliani                               | Jacek Cygan, Jerzy Filar                          |                                                                                    |
| 1980        | Elżbieta Adamiak                                                                                         | Elżbieta Adamiak                         | Pozwól mi pozbierać łzy                       | Elżbieta Adamiak                                  |                                                                                    |
| 1980        | Elżbieta Adamiak                                                                                         | Elżbieta Adamiak                         | Rozmowa przy ściemnionych światłach           | Elżbieta Adamiak                                  |                                                                                    |
| 1980        | Elżbieta Adamiak                                                                                         | Elżbieta Adamiak                         | Przybywa czasu w nas...                       | Elżbieta Adamiak                                  |                                                                                    |
| 1984        | Zdzisława Sośnicka                                                                                       | Realia                                   | Uczymy się żyć bez końca                      | Wojciech Trzciński                                |                                                                                    |
| 1984        | Zdzisława Sośnicka                                                                                       | Realia                                   | A Ciebie lubię ot tak                         | Aleksander Maliszewski                            |                                                                                    |
| 1984        | Zdzisława Sośnicka                                                                                       | Realia                                   | Sceny z życia artystek                        | Aleksander Maliszewski                            | współautor tekstu Andrzej Mogielnicki                                              |
| 1984        | Zdzisława Sośnicka                                                                                       | Realia                                   | Deszczowy wielbiciel                          | Seweryn Krajewski                                 |                                                                                    |
| 1984        | Zdzisława Sośnicka                                                                                       | Realia                                   | Naga noc                                      | Seweryn Krajewski                                 |                                                                                    |
| 1984        | Zdzisława Sośnicka                                                                                       | Realia                                   | Realia                                        | Krzesimir Dębski                                  |                                                                                    |
| 1984        | Zdzisława Sośnicka                                                                                       | Realia                                   | Wiem , że jesteś lwem                         | Marek Stefankiewicz                               |                                                                                    |
| 1984        | Zdzisława Sośnicka                                                                                       | Realia                                   | Tańcz reggae                                  | Marek Stefankiewicz                               |                                                                                    |
| 1984        | Grażyna Łobaszewska i Piotr Schulz                                                                       | Solo i w duecie                          | Czas nas uczy pogody                          | Krzesimir Dębski                                  |                                                                                    |
| 1984        | Grażyna Łobaszewska i Piotr Schulz                                                                       | Solo i w duecie                          | Zanim człowiek wyjdzie z mody                 | Krzesimir Dębski                                  |                                                                                    |
| 1984        | Grażyna Łobaszewska i Piotr Schulz                                                                       | Solo i w duecie                          | Dziewczyński spacer                           | Krzesimir Dębski                                  |                                                                                    |
| 1984        | Grażyna Łobaszewska i Piotr Schulz                                                                       | Solo i w duecie                          | Przyszli o zmroku                             | Krzesimir Dębski                                  |                                                                                    |
| 1984        | Grażyna Łobaszewska i Piotr Schulz                                                                       | Solo i w duecie                          | Motyw powracający                             | Krzesimir Dębski                                  |                                                                                    |
| 1984        | Grażyna Łobaszewska i Piotr Schulz                                                                       | Solo i w duecie                          | Miejska niemrawa noc                          | Zbigniew Górny                                    |                                                                                    |
| 1984        | Grażyna Łobaszewska i Piotr Schulz                                                                       | Solo i w duecie                          | Na stary rok                                  | Zbigniew Górny                                    |                                                                                    |
| 1984        | Grażyna Łobaszewska i Piotr Schulz                                                                       | Solo i w duecie                          | Śniadanie na trawie                           | Grażyna Łobaszewska, Zbigniew Górny, Piotr Schulz |                                                                                    |
| 1985        | Kombi | Kombi 4                                  | Black and White                               | Grzegorz Skawiński                                |                                                                                    |
| 1985        | Kombi | Kombi 4                                  | Gdzie tak biegniecie bracia                   | Sławomir Łosowski                                 |                                                                                    |
| 1986        | Edyta Geppert                                                                                            | Och, życie kocham cię nad życie          | Jaka róża, taki cierń                         | Włodzimierz Korcz                                 |                                                                                    |
| 1986        | Anna Jurksztowicz                                                                                        | Dziękuję, nie tańczę                     | Video - dotyk                                 | Krzesimir Dębski                                  |                                                                                    |
| 1986        | Anna Jurksztowicz                                                                                        | Dziękuję, nie tańczę                     | Hej, man!                                     | Krzesimir Dębski                                  |                                                                                    |
| 1986        | Anna Jurksztowicz                                                                                        | Dziękuję, nie tańczę                     | Dziękuję, nie tańczę                          | Krzesimir Dębski                                  |                                                                                    |
| 1986        | Anna Jurksztowicz                                                                                        | Dziękuję, nie tańczę                     | Stan pogody                                   | Krzesimir Dębski                                  |                                                                                    |
| 1986        | Anna Jurksztowicz                                                                                        | Dziękuję, nie tańczę                     | Niech spadną gwiazdy                          | Krzesimir Dębski                                  |                                                                                    |
| 1986        | Anna Jurksztowicz                                                                                        | Dziękuję, nie tańczę                     | Życzenie                                      | Krzesimir Dębski                                  |                                                                                    |
| 1986        | Anna Jurksztowicz                                                                                        | Dziękuję, nie tańczę                     | To obojętność                                 | Krzesimir Dębski                                  |                                                                                    |
| 1986        | Anna Jurksztowicz                                                                                        | Dziękuję, nie tańczę                     | Przenikam                                     | Krzesimir Dębski                                  |                                                                                    |
| 1986        | Anna Jurksztowicz                                                                                        | Dziękuję, nie tańczę                     | Diamentowy kolczyk                            | Krzesimir Dębski                                  |                                                                                    |
| 1986        | Majka Jeżowska                                                                                           | A ja wolę moją mamę                      | Ta lalka jest moja!                           | Majka Jeżowska                                    |                                                                                    |
| 1986        | Majka Jeżowska                                                                                           | A ja wolę moją mamę                      | Gdyby tak Guliwer...                          | Majka Jeżowska                                    |                                                                                    |
| 1986        | Majka Jeżowska                                                                                           | A ja wolę moją mamę                      | Komiksy - magiczne obrazki                    | Majka Jeżowska                                    |                                                                                    |
| 1986        | Majka Jeżowska                                                                                           | A ja wolę moją mamę                      | Na Wojtusia...                                | Majka Jeżowska                                    |                                                                                    |
| 1986        | Majka Jeżowska                                                                                           | A ja wolę moją mamę                      | Z Donaldem w kieszeni                         | Majka Jeżowska                                    |                                                                                    |
| 1986        | Majka Jeżowska                                                                                           | A ja wolę moją mamę                      | Kołysanka dla Michałka                        | Majka Jeżowska                                    |                                                                                    |
| 1986        | Elżbieta Adamiak                                                                                         | Do Wenecji stąd dalej co dzień           | Gdy wybierać jeszcze mogłam                   | Wacław Juszczyszyn                                |                                                                                    |
| 1986        | Elżbieta Adamiak                                                                                         | Do Wenecji stąd dalej co dzień           | Jak dobrze się wybacza                        | Wacław Juszczyszyn                                |                                                                                    |
| 1986        | Elżbieta Adamiak                                                                                         | Do Wenecji stąd dalej co dzień           | Do wiosny niebieskiej                         | Krzesimir Dębski                                  |                                                                                    |
| 1986        | Elżbieta Adamiak                                                                                         | Do Wenecji stąd dalej co dzień           | List do Buska                                 | Andrzej Pawlukiewicz                              |                                                                                    |
| 1986        | Seweryn Krajewski                                                                                        | Baw mnie                                 | Baw mnie                                      | Seweryn Krajewski                                 | wersja z Urszulą w filmie Och, Karol                                               |
| 1986        | Seweryn Krajewski                                                                                        | Baw mnie                                 | Chory na smutek                               | Seweryn Krajewski                                 |                                                                                    |
| 1986        | Seweryn Krajewski                                                                                        | Baw mnie                                 | Proste wzruszenia                             | Seweryn Krajewski                                 |                                                                                    |
| 1986        | Seweryn Krajewski                                                                                        | Baw mnie                                 | Kolęda rozsianych po świecie                  | Seweryn Krajewski                                 |                                                                                    |
| 1986        | Seweryn Krajewski                                                                                        | Baw mnie                                 | Przemija uroda w nas                          | Seweryn Krajewski                                 |                                                                                    |
| 1986        | Seweryn Krajewski                                                                                        | Baw mnie                                 | Lubię mieć margines                           | Seweryn Krajewski                                 |                                                                                    |
| 1986        | Seweryn Krajewski                                                                                        | Baw mnie                                 | Gołębi song                                   | Seweryn Krajewski                                 |                                                                                    |
| 1987        | Andrzej Zaucha                                                                                           | Stare, nowe, najnowsze                   | C'est La Vie - Paryż z pocztówki              | Wiesław Pieregorólka                              |                                                                                    |
| 1987        | Majka Jeżowska, Jacek Cygan, Magda Fronczewska, Kasia Fronczewska                                        | Dyskoteka Pana Jacka                     | Dyskoteka Pana Jacka                          | Majka Jeżowska                                    | z programu telewizyjnego Dyskoteka Pana Jacka                                      |
| 1987        | Seweryn Krajewski i Sebastian Krajewski                                                                  | Dyskoteka Pana Jacka                     | ABC Przygody                                  | Seweryn Krajewski                                 | z programu telewizyjnego Dyskoteka Pana Jacka                                      |
| 1987        | Seweryn Krajewski                                                                                        | Dyskoteka Pana Jacka                     | Ufo jest krasnalem naszych dni                | Seweryn Krajewski                                 | z programu telewizyjnego Dyskoteka Pana Jacka                                      |
| 1987        | Krzysztof Antkowiak                                                                                      | Dyskoteka Pana Jacka                     | Za mały                                       | Krzesimir Dębski                                  | z programu telewizyjnego Dyskoteka Pana Jacka                                      |
| 1987        | Krzysztof Antkowiak i Jarosław Bułka                                                                     | Dyskoteka Pana Jacka                     | Przyjaciel wie                                | Krzesimir Dębski                                  | z programu telewizyjnego Dyskoteka Pana Jacka                                      |
| 1987        | Stanisław Sojka i Krzysztof Antkowiak                                                                    | Dyskoteka Pana Jacka                     | Zamień się ze mną na marzenia                 | Stanisław Sojka                                   | z programu telewizyjnego Dyskoteka Pana Jacka                                      |
| 1987        | Stanisław Sojka                                                                                          | Dyskoteka Pana Jacka                     | Rysunki dla Jakuba                            | Stanisław Sojka                                   | z programu telewizyjnego Dyskoteka Pana Jacka                                      |
| 1987        | Papa Dance i Tadeusz Broś                                                                                | Dyskoteka Pana Jacka                     | Na dzień dobry jestem dobry                   | Adam Patoh                                        | z programu telewizyjnego Dyskoteka Pana Jacka                                      |
| 1987        | Papa Dance                                                                                               | Dyskoteka Pana Jacka                     | Złudzenia telelenia                           | Adam Patoh                                        | z programu telewizyjnego Dyskoteka Pana Jacka                                      |
| 1987        | Piotr Fronczewski                                                                                        | Dyskoteka Pana Jacka                     | Afera                                         | Andrzej Korzyński                                 | z programu telewizyjnego Dyskoteka Pana Jacka                                      |
| 1987        | Mietek Szcześniak                                                                                        | Dyskoteka Pana Jacka                     | Pomidor                                       | Krzysztof Zawadzki                                | z programu telewizyjnego Dyskoteka Pana Jacka                                      |
| 1987        | Jerzy Filar                                                                                              | Dyskoteka Pana Jacka                     | Kołysanka dla naszej Basi                     | Jerzy Filar                                       | z programu telewizyjnego Dyskoteka Pana Jacka                                      |
| 1987        | Seweryn Krajewski i Sebastian Krajewski                                                                  | Dyskoteka Pana Jacka                     | Finał w krainie przygody                      | Seweryn Krajewski                                 | z programu telewizyjnego Dyskoteka Pana Jacka                                      |
| 1987        | Zdzisława Sośnicka                                                                                       | Aleja gwiazd                             | Człowiek nie jest sam                         | Wojciech Trzciński                                |                                                                                    |
| 1987        | Zdzisława Sośnicka                                                                                       | Aleja gwiazd                             | Dziwny kraj                                   | Wojciech Trzciński                                |                                                                                    |
| 1987        | Zdzisława Sośnicka                                                                                       | Aleja gwiazd                             | Moje sentymenty                               | Krzesimir Dębski                                  |                                                                                    |
| 1987        | Zdzisława Sośnicka                                                                                       | Aleja gwiazd                             | Letnia miłość                                 | Seweryn Krajewski                                 |                                                                                    |
| 1987        | Zdzisława Sośnicka                                                                                       | Aleja gwiazd                             | Cinema                                        | Ryszard Sygitowicz                                |                                                                                    |
| 1987        | Zdzisława Sośnicka                                                                                       | Aleja gwiazd                             | Nim weźmiesz mnie w ramiona                   | Marek Stefankiewicz                               |                                                                                    |
| 1987        | Zdzisława Sośnicka                                                                                       | Aleja gwiazd                             | Miłość i gniew                                | Aleksander Maliszewski                            |                                                                                    |
| 1987        | Zdzisława Sośnicka                                                                                       | Aleja gwiazd                             | Życie jest natchnieniem                       | Julio Iglesias, Tony Renis                        |                                                                                    |
| 1987        | Halina Frąckowiak                                                                                        | Halina Frąckowiak                        | Milczenie to najlepsza obrona                 | Wojciech Trzciński                                |                                                                                    |
| 1987        | Halina Frąckowiak                                                                                        | Halina Frąckowiak                        | Mały elf                                      | Hervé Roy, Pierre Bachelet                        | słowa polskie, z filmu Emmanuelle                                                  |
| 1987        | Halina Frąckowiak                                                                                        | Halina Frąckowiak                        | Sól na twarzy                                 | Marek Stefankiewicz                               |                                                                                    |
| 1987        | Anna Jurksztowicz                                                                                        |                                          | Zmysły precz                                  | Krzesimir Dębski                                  | z filmu Kingsajz                                                                   |
| 1988        | Lady Pank                                                                                                | O dwóch takich, co ukradli księżyc cz. 2 | Dwie głowy, dwie szyje                        | Jan Borysewicz                                    | z serialu O dwóch takich, co ukradli księżyc                                       |
| 1988        | Lady Pank                                                                                                | O dwóch takich, co ukradli księżyc cz. 2 | Piosenka o zbójach                            | Jan Borysewicz                                    | z serialu O dwóch takich, co ukradli księżyc                                       |
| 1988        | Lady Pank                                                                                                | O dwóch takich, co ukradli księżyc cz. 2 | W drogę... do krainy leniuchów                | Jan Borysewicz                                    | z serialu O dwóch takich, co ukradli księżyc                                       |
| 1988        | Lady Pank                                                                                                | O dwóch takich, co ukradli księżyc cz. 2 | Kto przygód zna smak                          | Jan Borysewicz                                    | z serialu O dwóch takich, co ukradli księżyc                                       |
| 1988        | Lady Pank                                                                                                | O dwóch takich, co ukradli księżyc cz. 2 | Ktoś ukradł księżyc                           | Jan Borysewicz                                    | z serialu O dwóch takich, co ukradli księżyc                                       |
| 1988        | Lady Pank                                                                                                | O dwóch takich, co ukradli księżyc cz. 2 | Każdy kij ma dwa końce                        | Jan Borysewicz                                    | z serialu O dwóch takich, co ukradli księżyc                                       |
| 1989        | Bernard Kawka i Ewa Bem                                                                                  | Metamorphosis                            | Urodziny z Niną Ricci                         | Bernard Kawka                                     |                                                                                    |
| 1989        | Bernard Kawka i Ewa Bem                                                                                  | Metamorphosis                            | Kobieta to jest sekret                        | Bernard Kawka                                     |                                                                                    |
| 1989        | Bernard Kawka i Ewa Bem                                                                                  | Metamorphosis                            | Maraton tańca                                 | Bernard Kawka                                     |                                                                                    |
| 1989        | Bernard Kawka i Ewa Bem                                                                                  | Metamorphosis                            | Kołysanka do lustra                           | Bernard Kawka                                     |                                                                                    |
| 1989        | Majka Jeżowska                                                                                           |                                          | Wszystkie dzieci nasze są                     | Majka Jeżowska                                    |                                                                                    |
| 1989        | Kombi | Tabu                                     | Jak pogodzić dwie strony                      | Grzegorz Skawiński                                |                                                                                    |
| 1989        | Kombi | Tabu                                     | Bez szans                                     | Sławomir Łosowski                                 |                                                                                    |
| 1989        | Majka Jeżowska, Magda Fronczewska, Kasia Fronczewska i Tom Logan                                         | Dyskoteka Pana Jacka II                  | Dyskoteka Pana Jacka... z dreszczykiem        | Majka Jeżowska                                    | z programu telewizyjnego Dyskoteka Pana Jacka                                      |
| 1989        | Magda Fronczewska                                                                                        | Dyskoteka Pana Jacka II                  | Myszka widziała ostatnia                      | Majka Jeżowska                                    | z programu telewizyjnego Dyskoteka Pana Jacka                                      |
| 1989        | Joanna Łosowska                                                                                          | Dyskoteka Pana Jacka II                  | Zdrowie mamy, zdrowie taty                    | Sławomir Łosowski                                 | z programu telewizyjnego Dyskoteka Pana Jacka                                      |
| 1989        | Anna Stawieraj                                                                                           | Dyskoteka Pana Jacka II                  | Ostra panienka                                | Rafał Paczkowski                                  | z programu telewizyjnego Dyskoteka Pana Jacka                                      |
| 1989        | Majka Jeżowska, Magda Fronczewska, Kasia Fronczewska, Anna Stawieraj, Marta Połaska, Krzysztof Antkowiak | Dyskoteka Pana Jacka II                  | Dłonie                                        | Rafał Paczkowski                                  | z programu telewizyjnego Dyskoteka Pana Jacka                                      |
| 1989        | Majka Jeżowska, Magda Fronczewska, Kasia Fronczewska                                                     | Dyskoteka Pana Jacka II                  | Bez porównania                                | Majka Jeżowska                                    | z programu telewizyjnego Dyskoteka Pana Jacka                                      |
| 1989        | Papa Dance                                                                                               | Dyskoteka Pana Jacka II                  | Kosmiczne disco                               | Adam Patoh                                        | z programu telewizyjnego Dyskoteka Pana Jacka                                      |
| 1989        | Krzysztof Antkowiak                                                                                      | Dyskoteka Pana Jacka II                  | Zakazany owoc                                 | Krzesimir Dębski                                  | z programu telewizyjnego Dyskoteka Pana Jacka                                      |
| 1989        | Jerzy Filar                                                                                              | Dyskoteka Pana Jacka II                  | To pociągi grają sambę                        | Jerzy Filar                                       | z programu telewizyjnego Dyskoteka Pana Jacka                                      |
| 1989        | Majka Jeżowska                                                                                           | Dyskoteka Pana Jacka II                  | Te kartki były kiedyś białe (Pa...)           | Majka Jeżowska                                    | z programu telewizyjnego Dyskoteka Pana Jacka                                      |
| 1990        | Monika Borys                                                                                             | Ściana i groch                           | Co ty królu złoty                             | Jarosław Kukulski                                 |                                                                                    |
| 1991        | Ryszard Rynkowski                                                                                        | Szczęśliwej drogi już czas               | Wypijmy za błędy                              | Ryszard Rynkowski                                 | I nagroda w Konkursie Premier na XXVI Krajowym Festiwalu Piosenki Polskiej w Opolu |
| 1991        | Ryszard Rynkowski                                                                                        | Szczęśliwej drogi już czas               | Czemu nie tańczę na ulicach                   | Ryszard Rynkowski                                 |                                                                                    |
| 1991        | Ryszard Rynkowski                                                                                        | Szczęśliwej drogi już czas               | Bez miłości                                   | Ryszard Rynkowski                                 |                                                                                    |
| 1991        | Ryszard Rynkowski                                                                                        | Szczęśliwej drogi już czas               | Wszystko już było                             | Ryszard Rynkowski                                 |                                                                                    |
| 1991        | Ryszard Rynkowski                                                                                        | Szczęśliwej drogi już czas               | Nie budźcie marzeń ze snu                     | Ryszard Rynkowski                                 |                                                                                    |
| 1991        | Ryszard Rynkowski                                                                                        | Szczęśliwej drogi już czas               | Inny nie będę                                 | Andrzej Ellmann                                   |                                                                                    |
| 1992        | Elżbieta Adamiak                                                                                         | Półsenne nuty                            | Na rowerze po śniegu                          | Elżbieta Adamiak                                  |                                                                                    |
| 1992        | Anna Jurksztowicz                                                                                        | Kochaj mnie zwyczajnie                   | Kochaj mnie zwyczajnie                        | Krzesimir Dębski                                  |                                                                                    |
| 1992        | Anna Jurksztowicz                                                                                        | Kochaj mnie zwyczajnie                   | Nie poddam się                                | Krzesimir Dębski                                  |                                                                                    |
| 1992        | Anna Jurksztowicz                                                                                        | Kochaj mnie zwyczajnie                   | O czym marzą dziewczyny                       | Krzesimir Dębski                                  |                                                                                    |
| 1992        | Anna Jurksztowicz                                                                                        | Kochaj mnie zwyczajnie                   | Przepraszam Cię                               | Krzesimir Dębski                                  |                                                                                    |
| 1992        | Anna Jurksztowicz                                                                                        | Kochaj mnie zwyczajnie                   | Nad morzem tracimy się                        | Krzesimir Dębski                                  |                                                                                    |
| 1992        | Anna Jurksztowicz                                                                                        | Kochaj mnie zwyczajnie                   | Będzie tak jak jest                           | Krzesimir Dębski                                  |                                                                                    |
| 1992        | Anna Jurksztowicz                                                                                        | Kochaj mnie zwyczajnie                   | Muszelko ratuj                                | Krzesimir Dębski                                  |                                                                                    |
| 1992        | Anna Jurksztowicz                                                                                        | Kochaj mnie zwyczajnie                   | Ostatnia przedwojenna miłość                  | Krzesimir Dębski                                  |                                                                                    |
| 1992        | Anna Jurksztowicz                                                                                        | Kochaj mnie zwyczajnie                   | Upijaj mnie poświatą gwiazd                   | Krzesimir Dębski                                  |                                                                                    |
| 1992        | Anna Jurksztowicz                                                                                        | Kochaj mnie zwyczajnie                   | Ziemia śpi                                    | Krzesimir Dębski                                  |                                                                                    |
| 1992        | Anna Jurksztowicz                                                                                        | Kochaj mnie zwyczajnie                   | Nie chcę Cię znać                             | Krzesimir Dębski                                  |                                                                                    |
| 1994        | Katarzyna Zdulska                                                                                        | Dyskoteka Pana Jacka III                 | Cyfry                                         | Rafał Paczkowski                                  | z programu telewizyjnego Dyskoteka Pana Jacka                                      |
| 1994        | Marcin Piotrowski                                                                                        | Dyskoteka Pana Jacka III                 | Mały biznesmen                                | Rafał Paczkowski                                  | z programu telewizyjnego Dyskoteka Pana Jacka                                      |
| 1994        | Anna Stawieraj                                                                                           | Dyskoteka Pana Jacka III                 | Szkolny blues                                 | Rafał Paczkowski                                  | z programu telewizyjnego Dyskoteka Pana Jacka                                      |
| 1994        | Anna Jurksztowicz                                                                                        | Dyskoteka Pana Jacka III                 | Lubię echo                                    | Krzesimir Dębski                                  | z programu telewizyjnego Dyskoteka Pana Jacka                                      |
| 1994        | Krzysztof Antkowiak                                                                                      | Dyskoteka Pana Jacka III                 | Jak Robin Hood                                | Bryan Adams                                       | z programu telewizyjnego Dyskoteka Pana Jacka                                      |
| 1994        | Karolina Gruszka                                                                                         | Dyskoteka Pana Jacka III                 | Bizneswoman                                   | Marek Bychawski                                   | z programu telewizyjnego Dyskoteka Pana Jacka                                      |
| 1994        | Anna Gruszka i Karolina Gruszka                                                                          | Dyskoteka Pana Jacka III                 | Graj w tenisa                                 | Stanisław Szczeciński                             | z programu telewizyjnego Dyskoteka Pana Jacka                                      |
| 1994        | Paweł Stasiak                                                                                            | Dyskoteka Pana Jacka III                 | Skajlajt                                      | Adam Patoh                                        | z programu telewizyjnego Dyskoteka Pana Jacka                                      |
| 1994        | Jacek Wójcicki                                                                                           | Dyskoteka Pana Jacka III                 | Piosenka o Basi                               | Basia Trzetrzelewska i Danny White                | z programu telewizyjnego Dyskoteka Pana Jacka                                      |
| 1994        | Edyta Geppert                                                                                            | Śpiewajmy                                | By                                            | Tomasz Bajerski                                   |                                                                                    |
| 1995        | Elżbieta Adamiak                                                                                         | Atlantyda                                | Życzenie na dziś                              | Krzesimir Dębski                                  |                                                                                    |
| 1995        | Ryszard Rynkowski                                                                                        | Jedzie pociąg z daleka                   | Zwierzenia Ryśka czyli jedzie pociąg z daleka | Ryszard Rynkowski                                 |                                                                                    |
| 1995        | Edyta Górniak                                                                                            | Dotyk                                    | Jestem kobietą                                | Wojciech Olszak                                   |                                                                                    |
| 1995        | Edyta Górniak                                                                                            | Dotyk                                    | Niebo to my                                   | Wojciech Olszak                                   |                                                                                    |
| 1995        | Edyta Górniak                                                                                            | Dotyk                                    | Dotyk                                         | Piotr Rubik                                       |                                                                                    |
| 1995        | Edyta Górniak                                                                                            | Dotyk                                    | Pada śnieg                                    | Rafał Paczkowski                                  | duet z Krzysztofem Antkowiakiem                                                    |
| 1995        | Edyta Górniak                                                                                            | Dotyk                                    | To nie ja!                                    | Stanisław Syrewicz                                | 2. miejsce na 39. Konkursie Piosenki Eurowizji                                     |
| 1997        | Ryszard Rynkowski                                                                                        |                                          | Życie jest nowelą                             | Krzesimir Dębski                                  | z serialu Klan                                                                     |
| 1997        | Maryla Rodowicz                                                                                          | Tribute To Agnieszka Osiecka. Łatwopalni | Łatwopalni                                    | Robert Janson                                     |                                                                                    |
| 1998        | Edyta Górniak i Mietek Szcześniak                                                                        | Ogniem i mieczem                         | Dumka na dwa serca                            | Krzesimir Dębski                                  | z filmu Ogniem i mieczem                                                           |
| 1998        | Ryszard Rynkowski                                                                                        | Jawa                                     | Śpiewająco                                    | Ryszard Rynkowski                                 |                                                                                    |
| 1998        | Ryszard Rynkowski                                                                                        | Jawa                                     | Jawa                                          | Ryszard Rynkowski                                 |                                                                                    |
| 1998        | Ryszard Rynkowski                                                                                        | Jawa                                     | Dobry dzień                                   | Ryszard Rynkowski                                 |                                                                                    |
| 1998        | Ryszard Rynkowski                                                                                        | Jawa                                     | Tabliczka mnożenia bytów                      | Ryszard Rynkowski                                 |                                                                                    |
| 1998        | Ryszard Rynkowski                                                                                        | Jawa                                     | Złap ten luz czyli auto-historia              | Ryszard Rynkowski                                 |                                                                                    |
| 1998        | Ryszard Rynkowski                                                                                        | Jawa                                     | Wznieś serce                                  | Ryszard Rynkowski                                 |                                                                                    |
| 1998        | Ryszard Rynkowski                                                                                        | Jawa                                     | Kołysanka dla H.                              | Ryszard Rynkowski                                 |                                                                                    |
| 1998        | Ryszard Rynkowski                                                                                        | Jawa                                     | Na samym dnie                                 | Ryszard Rynkowski                                 |                                                                                    |
| 1998        | Ryszard Rynkowski                                                                                        | Jawa                                     | Mrok                                          | Ryszard Rynkowski                                 |                                                                                    |
| 1998        | Grzegorz Turnau                                                                                          | Księżyc w misce                          | W muszelkach Twoich dłoni                     | Grzegorz Turnau                                   |                                                                                    |
| 1998        | Grzegorz Turnau                                                                                          | Księżyc w misce                          | Zrobimy sztorm                                | Grzegorz Turnau                                   |                                                                                    |
| 1998        | Grzegorz Turnau                                                                                          | Księżyc w misce                          | Gdzie jesteś gwiazdo                          | Grzegorz Turnau                                   |                                                                                    |
| 1998        | Grzegorz Turnau                                                                                          | Księżyc w misce                          | Bo my delfiny...                              | Grzegorz Turnau                                   |                                                                                    |
| 2000        | Ryszard Rynkowski                                                                                        | Dary losu                                | Dary losu                                     | Ryszard Rynkowski                                 |                                                                                    |
| 2000        | Ryszard Rynkowski                                                                                        | Dary losu                                | Jestem z kamienia                             | Ryszard Rynkowski                                 |                                                                                    |
| 2000        | Ryszard Rynkowski                                                                                        | Dary losu                                | Dziewczyny lubią brąz                         | Ryszard Rynkowski                                 |                                                                                    |
| 2000        | Ryszard Rynkowski                                                                                        | Dary losu                                | Czas                                          | Ryszard Rynkowski                                 |                                                                                    |
| 2000        | Ryszard Rynkowski                                                                                        | Dary losu                                | Za młodzi, za starzy                          | Ryszard Rynkowski                                 |                                                                                    |
| 2000        | Ryszard Rynkowski                                                                                        | Dary losu                                | Urodziny                                      | Ryszard Rynkowski                                 |                                                                                    |
| 2000        | Ryszard Rynkowski                                                                                        | Dary losu                                | Blues dla tych, którzy nie tracą ducha        | Ryszard Rynkowski                                 |                                                                                    |
| 2000        | Ryszard Rynkowski                                                                                        | Dary losu                                | Gdy mówią pieniądze                           | Ryszard Rynkowski                                 |                                                                                    |
| 2000        | Ryszard Rynkowski                                                                                        | Dary losu                                | Ten sam klucz                                 | Ryszard Rynkowski                                 |                                                                                    |
| 2000        | Ryszard Rynkowski                                                                                        | Dary losu                                | Nazwij to snem                                | Ryszard Rynkowski                                 |                                                                                    |
| 2000        | Ryszard Rynkowski                                                                                        | Dary losu                                | Święto                                        | Ryszard Rynkowski                                 |                                                                                    |
| 2000        | Ryszard Rynkowski                                                                                        | Dary losu                                | Odbijany                                      | Rafał Paczkowski                                  |                                                                                    |
| 2000        | Ryszard Rynkowski                                                                                        | Dary losu                                | Widzisz Marto                                 | Marcin Pospieszalski                              |                                                                                    |
| 2001        | Ryszard Rynkowski                                                                                        | Intymnie                                 | Intymnie                                      | Ryszard Rynkowski                                 |                                                                                    |
| 2001        | Ryszard Rynkowski                                                                                        | Intymnie                                 | Ballada R.                                    | Ryszard Rynkowski                                 |                                                                                    |
| 2002        | Edyta Geppert                                                                                            | Wierzę piosence                          | To się nie sprzeda Pani Geppert               | Włodzimierz Korcz                                 |                                                                                    |
| 2003        | Ryszard Rynkowski                                                                                        | Ten typ tak ma                           | Trzy siostry                                  | Ryszard Rynkowski                                 |                                                                                    |
| 2003        | Ryszard Rynkowski                                                                                        | Ten typ tak ma                           | Ten typ tak ma                                | Ryszard Rynkowski                                 |                                                                                    |
| 2003        | Ryszard Rynkowski                                                                                        | Ten typ tak ma                           | Przejdzie                                     | Ryszard Rynkowski                                 |                                                                                    |
| 2003        | Ryszard Rynkowski                                                                                        | Ten typ tak ma                           | Sława                                         | Ryszard Rynkowski                                 |                                                                                    |
| 2003        | Ryszard Rynkowski                                                                                        | Ten typ tak ma                           | Nie mówimy, że to miłość                      | Ryszard Rynkowski                                 |                                                                                    |
| 2003        | Ryszard Rynkowski                                                                                        | Ten typ tak ma                           | Smutny lunapark                               | Ryszard Rynkowski                                 |                                                                                    |
| 2003        | Ryszard Rynkowski                                                                                        | Ten typ tak ma                           | Zakładnik                                     | Ryszard Rynkowski                                 |                                                                                    |
| 2003        | Ryszard Rynkowski                                                                                        | Ten typ tak ma                           | W drodze                                      | Ryszard Rynkowski                                 |                                                                                    |
| 2003        | Ryszard Rynkowski                                                                                        | Ten typ tak ma                           | Bardzo cicha noc                              | Ryszard Rynkowski                                 |                                                                                    |
| 2003        | Ryszard Rynkowski                                                                                        | Ten typ tak ma                           | Głupota                                       | Rafał Paczkowski                                  |                                                                                    |
| 2004        | Kombii                                                                                                   | C.D.                                     | Pokolenie                                     | Bartosz Wielgosz                                  |                                                                                    |
| 2006        | Queens                                                                                                   | Made for Dancing                         | Od A do Zet                                   | Romuald Lipko                                     |                                                                                    |
| 2006        | Grzegorz Markowski                                                                                       |                                          | Zło                                           | Andrzej Krauze                                    | z serialu Fałszerze – powrót Sfory                                                 |
| 2007        | Kombii                                                                                                   | Ślad                                     | Awinion                                       | Bartosz Wielgosz                                  |                                                                                    |
| 2007        | Jerzy Połomski                                                                                           |                                          | Czas nas zmienia                              | Marcin Nierubiec                                  |                                                                                    |
| 2011        | Edyta Geppert                                                                                            | Święta z bajki                           | Święta z bajki                                | Tomasz Bajerski                                   |                                                                                    |
| 2011        | Natasza Urbańska i Borys Szyc                                                                            | 1920 Bitwa Warszawska                    | Śpiewka 1920                                  | Krzesimir Dębski                                  | z filmu 1920 Bitwa Warszawska                                                      |
| 2011        | Sylwia Grzeszczak                                                                                        | Sen o przyszłości                        | Imię trawy                                    | Sylwia Grzeszczak                                 |                                                                                    |
| 2014        | Ania Wyszkoni                                                                                            | Życie jest w porządku                    | Dzięki za dźwięki                             | Maciej Kraszewski                                 |                                                                                    |
| 2014        | Perfect                                                                                                  | DaDaDam                                  | Wszystko ma swój czas                         | Dariusz Kozakiewicz                               |                                                                                    |
| 2014        | Perfect                                                                                                  | DaDaDam                                  | Odnawiam dusze                                | Dariusz Kozakiewicz                               |                                                                                    |
| 2014        | Perfect                                                                                                  | DaDaDam                                  | Znowu plaża                                   | Dariusz Kozakiewicz, Sebastian Piekarek           |                                                                                    |
| 2015        | Zdzisława Sośnicka                                                                                       | Tańcz choćby płonął świat                | Tańcz, choćby płonął świat                    | Romuald Lipko                                     |                                                                                    |
| 2015        | Zdzisława Sośnicka                                                                                       | Tańcz choćby płonął świat                | Dobranoc Ziemio                               | Romuald Lipko                                     |                                                                                    |
| 2016        | Kombi | Nowy album                               | Nowy rozdział                                 | Sławomir Łosowski                                 |                                                                                    |
| 2016        | Kombi | Nowy album                               | Siedem piekieł                                | Sławomir Łosowski                                 |                                                                                    |
| 2016        | Perfect                                                                                                  | Muzyka                                   | Zgaś papierosa                                | Dariusz Kozakiewicz                               |                                                                                    |
| 2016        | Perfect                                                                                                  | Muzyka                                   | Ludzie niepowszedni                           | Dariusz Kozakiewicz                               |                                                                                    |
| 2016        | Perfect                                                                                                  | Muzyka                                   | Kocham się w życiu                            | Sebastian Piekarek                                |                                                                                    |
| 2017        | Maryla Rodowicz                                                                                          | Ach świecie...                           | Hello                                         | Ryszard Sygitowicz                                |                                                                                    |
| 2017        | Maryla Rodowicz                                                                                          | Ach świecie...                           | Jeszcze nie czas                              | Romuald Lipko                                     |                                                                                    |
| 2018        | Kayah i Zbigniew Wodecki                                                                                 | Dobrze, że jesteś                        | Chwytaj dzień                                 | Zbigniew Wodecki                                  |                                                                                    |